# Penthouse (južnokorejska TV serija)
Penthouse (hangul: 펜트하우스) je južnokorejska televizijska serija. Glavne uloge su igrali Lee Ji-ah, Kim So-yeon, Eugene, Um Ki-joon, Park Eun-seok i Yoon Jong-hoon.

## Uloge
- Lee Ji-ah - Shim Su-ryeon
- Kim So-yeon - Cheon Seo-jin
- Eugene - Oh Yoon-hee
- Um Ki-joon - Joo Dan-tae
- Park Eun-seok - Gu Ho-dong/Logan Lee
- Yoon Jong-hoon - Ha Yoon-cheol

## Vanjske poveznice
- Službena stranica